# Mistrovství Českého svazu fotbalového 1913
Il Mistrovství Českého svazu fotbalového 1913, seconda edizione del torneo, vide il successo dell'SK Slavia. Le squadre vincenti del "Mistrovství Čech" e del "Mistrovství Moravy" si sarebbe affrontate in finale per la vittoria del torneo. Il SK ZČE Plzeň, vincitore del gruppo di Plzeň, non disputò la finale.

## Mistrovství Čech
Furono realizzate 190 reti in 28 incontri per una media reti a partita di 6,78.
|   | Classifica         | G | V | N | P | GF | GS | DR  | Pti |
| - | ------------------ | - | - | - | - | -- | -- | --- | --- |
| 1 | Slavia Praga       | 7 | 6 | 0 | 1 | 37 | 10 | +27 | 12  |
| 2 | Sparta             | 7 | 5 | 1 | 1 | 56 | 7  | +49 | 11  |
| 3 | Viktoria Žižkov    | 7 | 5 | 1 | 1 | 44 | 8  | +36 | 11  |
| 4 | Kladno             | 7 | 5 | 0 | 2 | 22 | 18 | +4  | 8   |
| 5 | ČAFC Vinohrady     | 7 | 3 | 0 | 4 | 11 | 24 | -13 | 6   |
| 6 | SK Praga VII       | 7 | 2 | 1 | 4 | 9  | 29 | -20 | 5   |
| 7 | Kolín              | 7 | 1 | 1 | 5 | 9  | 26 | -17 | 3   |
| 8 | Olympia Praga VII* | 7 | 0 | 0 | 7 | 2  | 72 | -70 | 0   |

*Con il nome SK Olympia Praha I.

## Mistrovství Moravy
|   | Classifica           |
| - | -------------------- |
| 1 | Moravská Slavia Brno |
| 2 | Hanácká              |

## Mistrovství Plzeň
|   | Classifica |
| - | ---------- |
| 1 | Plzeň      |

## Finale
| Squadra 1    | Risultato | Squadra 2            |
| ------------ | --------- | -------------------- |
| Slavia Praga | 2-0       | Moravská Slavia Brno |

## Verdetti
- Slavia Praga Campione di Boemia-Moravia 1913